# Orconectes causeyi
Orconectes causeyi är en kräftdjursart som beskrevs av Jester 1967. Orconectes causeyi ingår i släktet Orconectes och familjen Cambaridae. IUCN kategoriserar arten globalt som livskraftig. Inga underarter finns listade i Catalogue of Life.